# Wilhelm Reeb
Wilhelm Reeb (* 3. September 1894 in Mainz; † 5. Dezember 1965 in Darmstadt)  war ein deutscher Jurist amtierte als Landrat in den Landkreisen Alsfeld und Gießen.

## Familie
Wilhelm Reeb war der Sohn eines gleichnamigen Gymnasiallehrers Wilhelm Reeb und von Wilhelmine, geborener Liebrich. Verheiratet war er mit Dorothea Romeiser (1899–1992).

## Karriere
Wilhelm Reeb studierte ab 1912 Rechtswissenschaften in Freiburg i. Br., München, Berlin und Gießen. 1919 schloss sich die Promotion und der Beginn seines Berufslebens als Gerichtsreferendar an. 1922 wurde er zunächst Gerichtsassessor in Alzey, wechselte aber noch im gleichen Jahr von der Justiz zur Verwaltung und war dann Landamtmann beim Landkreis Friedberg. Ab 1926 war er als Regierungsassessor in Oppenheim tätig und wurde 1927 Regierungsrat. 1931 wechselte er zur Provinzialdirektion in Mainz, 1938 zur Landesregierung nach Darmstadt. 1939 erfolgte die Beförderung zum Oberregierungsrat. 1943–1944 war er zunächst kommissarischer Landrat des Landkreises Alsfeld, 1944–1945 in gleicher Funktion im Landkreis Gießen tätig. Zu seinem politischen Engagement im NS-Staat schweigt die verwendete Quelle.
Nach dem Zweiten Weltkrieg arbeitete er ab 1950 als Regierungsrat im Oberversicherungsamt Darmstadt. 1953 wurde er wieder Oberregierungsrat und Justitiar im Regierungspräsidium Darmstadt. 1959 trat er in den Ruhestand.